# Сильвер, Майкл
Майкл Б. Сильвер (англ. Michael B. Silver; род. 8 июля 1967, Манхэттен, Нью-Йорк, США) — американский актёр и режиссёр, известный по эпизодическим ролям на телевидении, а также по исполнению роли помощника окружного прокурора Лео Коэна в сериале «Полиция Нью-Йорка».

## Биография
Майкл Бахман Сильвер родился 8 июля 1967 года в Нью-Йорке. Старшая сестра — сценаристка Аманда Сильвер, дед был сценаристом и продюсером Сидни Бахманом (1902—1975), номинантом на «Оскар». Окончил Брауновский университет, один из самых престижных частных университетов в США.
Кино-карьера Силвьера началась в 1993 году с небольшой роли Люка, жертвы маньяка, в молодёжном фильме ужасов «Последняя пятница. Джейсон отправляется в ад». Впоследствии стал сниматься на телевидении, с 1995 играл эпизодическую роль врача-психиатра Пола Майерса в сериале «Скорая помощь», с 1996 по 2002 снимался в «Полиции Нью-Йорка».
В 2010 состоялся режиссёрский дебют Майкла Б. Сильвера — он снял фильм «Любовная хижина» о порноиндустрии, сценарий к которому написала его сестра Аманда. Также в качестве режиссёра снял эпизоды сериалов «Дорогой доктор» и «Руководство подруг к разводу».
В 2011 подарил свою внешность и голос персонажу игры L.A. Noire, еврею-подозреваемому в убийстве Эдгару Калу.

## Фильмография
| Год       |    | Русское название                             | Оригинальное название                | Роль                                  |
| --------- | -- | -------------------------------------------- | ------------------------------------ | ------------------------------------- |
| 1990      | с  | Создавая женщину                             | Designing Women                      | Марк                                  |
| 1992      | с  | Весёлая компания                             | Cheers                               | покупатель                            |
| 1993      | ф  | Последняя пятница. Джейсон отправляется в ад | Jason Goes to Hell: The Final Friday | Люк                                   |
| 1995      | ф  | Высшее образование                           | Higher Learning                      | парень из студенческого братства      |
| 1995      | ф  | Виртуозность                                 | Virtuosity                           | полицейский под прикрытием            |
| 1996      | ф  | Око за око                                   | Eye for an Eye                       | ассистент                             |
| 1995—2009 | с  | Скорая помощь                                | ER                                   | доктор-психиатр Пол Майерс            |
| 1996—2002 | с  | Полиция Нью-Йорка                            | NYPD Blue                            | помощник окружного прокурора Лео Коэн |
| 1998      | ф  | Превратности любви                           | Playing by Heart                     | Макс                                  |
| 1999      | с  | Месть без предела                            | Vengeance Unlimited                  | Майкл Дирборн                         |
| 2001      | ф  | Блондинка в законе                           | Legally Blonde                       | Бобби                                 |
| 2001      | ф  | Я — Сэм                                      | I Am Sam                             | доктор Яслоу                          |
| 2003      | ф  | Фаворит                                      | Seabiscuit                           | доктор из Балтимора                   |
| 2004—2006 | с  | C.S.I.: Место преступления Майами            | CSI: Miami                           | агент ФБР Питер Эллиот                |
| 2005      | с  | Детектив Раш                                 | Cold Case                            | Рик                                   |
| 2006—2007 | с  | Акула                                        | Shark                                | Дэн Лаутер                            |
| 2006—2007 | с  | Вероника Марс                                | Veronica Mars                        | профессор Дэвид Винклер               |
| 2007      | с  | Сверхъестественное                           | Supernatural                         | киносценарист Мартин «Марти» Флэгг    |
| 2007—2008 | с  | Лас-Вегас                                    | Las Vegas                            | Стив Левин                            |
| 2008—2009 | с  | Братья и сёстры                              | Brothers & Sisters                   | Стю Оренбахер                         |
| 2010—2016 | с  | Дорогой доктор                               | Royal Pains                          | адвокат Кен Келлер                    |
| 2010      | с  | Менталист                                    | The Mentalist                        | Джулиус Колус                         |
| 2010      | с  | Фишки. Деньги. Адвокаты                      | The Defenders                        | доктор Стюарт                         |
| 2011      | ки | Лос-Анджелесский нуар                        | L.A. Noire                           | Эдгар Калу                            |
| 2011      | с  | Морская полиция: Спецотдел                   | NCIS                                 | Николас Сэндлок                       |
| 2011—2012 | с  | Частная практика                             | Private Practice                     | Дэвид Гиббс                           |
| 2015      | с  | Бэкстром                                     | Backstrom                            | агент Джейкоб Коул                    |
| 2015—2016 | с  | Секреты и ложь                               | Secrets & Lies                       | Кен Турк                              |
| 2016      | с  | Убийство первой степени                      | Murder in the First                  | Франклин «Фрэнк» Такер-эсквайр        |
| 2017—2018 | с  | Форс-мажоры                                  | Suits                                | Крейг Зейдель                         |
| 2018—2019 | с  | Инстинкт                                     | Instinct                             | сержант Кантер Харрис                 |
| 2019      | с  | Новичок                                      | The Rookie                           | специальный агент Уик Бёрд            |

## Режиссёрские работы
| Год       | Русское название             | Оригинальное название         | Примечание                        |
| --------- | ---------------------------- | ----------------------------- | --------------------------------- |
| 2010      | Любовная хижина              | Love Shack                    | Режиссёрский дебют                |
| 2015      | Дорогой доктор               | Royal Pains                   | 7 сезон, 4 серия                  |
| 2016 2017 | Руководство подруг к разводу | Girlfriends' Guide to Divorce | 2 сезон, 7 серия 3 сезон, 3 серия |